# Харел (Арканзас)
Харел (енгл. Harrell) град је у америчкој савезној држави Арканзас.

## Демографија
По попису из 2010. године број становника је 254, што је 39 (-13,3%) становника мање него 2000. године.
| Група             | 2000.       | 2010.       |
| Белци             | 126 (43,0%) | 129 (50,8%) |
| Афроамериканци    | 165 (56,3%) | 123 (48,4%) |
| Азијати           | 0 (0,0%)    | 0 (0,0%)    |
| Хиспаноамериканци | 0 (0,0%)    | 0 (0,0%)    |
| Укупно            | 293         | 254         |